# Gone, But Not Forgotten
Gone, But Not Forgotten (tj. Pryč, přesto nezapomenut) je americký film, který natočil režisér Michael D. Akers v roce 2003. Příběh pojednává o muži postiženém ztrátou paměti.

## Děj
Drew je lesní strážce v národním parku. Při bouřce najde v lese zraněného muže, který následně trpí ztrátou paměti. V nemocnici si vzpomene pouze na své jméno Mark. Drew chce Markovi zpříjemnit rekonvalescenci, a proto ho vezme na projížďku po parku a navrhne mu, aby se doléčil u něj doma. Oba muži se sblíží a zamilují se do sebe. Když je objeveno v lese Markovo auto, podaří se zjistit jeho totožnost a přijede si pro něj jeho žena Catherine. Doma Markovi řekne, že ví, že ji podváděl s muži, a proto se s ním chce rozvést. Markovi se postupně vrátí paměť a vrátí se zpátky k Drewovi.

## Obsazení
| Aaron Orr          | Drew Parker            |
| Matthew Montgomery | Mark Reeves            |
| Joel Bryant        | Paul Parker            |
| Brenda Lasker      | Nancy, jeho žena       |
| Bryna Weiss        | doktorka Mary Williams |
| Ariadne Shaffer    | Catherine Reeves       |